# Cassida pyrenaea
Cassida pyrenaea é uma espécie de insetos coleópteros polífagos pertencente à família Chrysomelidae.
A autoridade científica da espécie é Weise, tendo sido descrita no ano de 1893.
Trata-se de uma espécie presente no território português.